# Joséphin Soulary
Joséphin Soulary, plným jménem Joseph Marie Soulary (23. února 1815 Lyon – 28. března 1891 Lyon), byl francouzský básník. V Lyonu je po něm pojmenována ulice (francouzsky Rue Josephin Soulary).

## Život
Měl těžké dětství. V roce 1833 vstoupil do 48. pluku a sloužil pět let v armádě. V roce 1839 byl úředníkem v prefektuře, pod ochranou prefekta Hippolyte-Paul Jaÿr, který ocenil jeho poezii. Později se stal vedoucím kanceláře. V prefektuře pracoval dvacet sedm let. V roce 1868 byl kurátorem v knihovně Paláce umění. Stal se generálním inspektorem všech knihoven v Lyonu. Věnoval se administrativní a literární kariéře. Dne 31. října 1864 se stal rytířem Čestné legie a 28. dubna 1864 rytířem řádu Saint-Maurice-et-Lazare.
Zemřel ve svém domě v Lyonu na následky zápalu plic 28. března 1891. Lyonští, kteří ho měli velmi rádi, mu uspořádali velký pohřeb.

## Dílo
Jeho básnická díla byla v roce 1887 vydavatelem Lemerre shromážděna ve třech svazcích .
- À travers champs (1837)
- Les Cinq cordes du luth (1838)
- Les Éphémères (deux séries, 1846 et 1857)
- Sonnets humoristiques (1858).
- Les Figulines (1862)
- Les Diables bleus (1870)
- Pendant l'invasion (1871)
- Joli mois de Mai (1871)
- Les Rimes ironiques (1877)
- Jeux divins (1882),

a dvě komedie:
- Un grand homme qu'on attend (1879)
- La Lune rousse (1879)